# Jesse Huta Galung
Jesse Huta Galung (* 6. Oktober 1985 in Haarlem) ist ein ehemaliger niederländischer Tennisspieler.

## Leben und Karriere
Huta Galung konnte zehn Turniererfolge auf der Challenger Tour feiern. Bis auf einen gewann er sämtliche Titel im Einzel. Auf der ATP-Tour konnte er 2013 einen Titel im Doppel gewinnen. Er qualifizierte sich mehrmals für die Hauptfelder der Grand-Slam-Turniere, kam dort allerdings nur 2013 bei den French Open über die Auftaktrunde hinaus. Sein Grand-Slam-Debüt feierte er 2008 bei den Australian Open, wo er aber bereits in der ersten Runde ausschied. Im selben Jahr unterlag er im Doppel mit Igor Sijsling in Amersfoort im Finale František Čermák und Rogier Wassen mit 5:7, 5:7.
Huta Galung qualifizierte sich 2013 mit fünf Challenger-Tour-Finalteilnahmen im Einzel, von denen er vier Titel gewann, für die ATP Challenger Tour Finals in São Paulo. Dort scheiterte er bereits in der Gruppenphase. Als bislang erst dritte Doppelpaarung, die als Lucky Loser in ein Hauptfeld kamen, schaffte Galung mit seinem Doppelpartner Stéphane Robert 2014 den Turniersieg in Barcelona, einem Turnier der Kategorie ATP World Tour 500. Sie besiegten die Paarung Daniel Nestor und Nenad Zimonjić im Finale mit 6:3, 6:3 und sicherten sich ihren ersten Titel auf der World Tour.
Huta Galung spielte von 2006 bis 2015 für die niederländische Davis-Cup-Mannschaft. Er gewann insgesamt 6 seiner 16 Partien, davon vier im Einzel und zwei im Doppel. Im Dezember 2016 beendete er aufgrund anhaltender Verletzungsprobleme seine Karriere.

## Erfolge
| Legende (Anzahl der Siege)  |
| Grand Slam                  |
| ATP World Tour Finals       |
| ATP World Tour Masters 1000 |
| ATP World Tour 500 (1)      |
| ATP World Tour 250          |
| ATP Challenger Tour (11)    |

| Titel nach Belag |
| Hartplatz (0)    |
| Sand (1)         |
| Rasen (0)        |

### Einzel

#### Turniersiege
| Nr. | Datum              | Turnier                 | Belag         | Finalgegner             | Ergebnis        |
| --- | ------------------ | ----------------------- | ------------- | ----------------------- | --------------- |
| 1.  | 3. September 2007  | Alphen aan den Rijn (1) | Sand          | Augustin Gensse         | 6:4, 6:79, 7:64 |
| 2.  | 13. Juli 2008      | Scheveningen (1)        | Sand          | Diego Hartfield         | 6:3, 6:4        |
| 3.  | 22. März 2009      | Caltanissetta           | Sand          | Thiemo de Bakker        | 6:2, 6:3        |
| 4.  | 15. August 2010    | Trani                   | Sand          | Filippo Volandri        | 7:63, 6:3       |
| 5.  | 12. September 2010 | Alphen aan den Rijn (2) | Sand          | Thomas Schoorel         | 6:74, 6:4, 6:4  |
| 6.  | 3. März 2013       | Cherbourg-Octeville     | Hartplatz (i) | Vincent Millot          | 6:1, 6:3        |
| 7.  | 7. April 2013      | Saint-Brieuc            | Hartplatz (i) | Kenny de Schepper       | 7:64, 4:6, 7:63 |
| 8.  | 14. Juli 2013      | Scheveningen (2)        | Sand          | Robin Haase             | 6:3, 6:72, 6:4  |
| 9.  | 28. Juli 2013      | Tampere                 | Sand          | Maxime Teixeira         | 6:4, 6:3        |
| 10. | 7. September 2014  | Alphen aan den Rijn (3) | Sand          | Daniel Muñoz de la Nava | 6:3, 6:4        |

### Doppel

#### Turniersiege

##### ATP World Tour
| Nr. | Datum          | Turnier   | Belag | Partner         | Finalgegner                  | Ergebnis |
| --- | -------------- | --------- | ----- | --------------- | ---------------------------- | -------- |
| 1.  | 27. April 2014 | Barcelona | Sand  | Stéphane Robert | Daniel Nestor Nenad Zimonjić | 6:3, 6:3 |

##### ATP Challenger Tour
| Nr. | Datum           | Turnier | Belag         | Partner       | Finalgegner                | Ergebnis          |
| --- | --------------- | ------- | ------------- | ------------- | -------------------------- | ----------------- |
| 1.  | 6. Oktober 2013 | Mons    | Hartplatz (i) | Igor Sijsling | Eric Butorac Raven Klaasen | 4:6, 7:62, [10:7] |

#### Finalteilnahmen
| Nr. | Datum            | Turnier    | Belag         | Partner          | Finalgegner                     | Ergebnis         |
| --- | ---------------- | ---------- | ------------- | ---------------- | ------------------------------- | ---------------- |
| 1.  | 20. Juli 2008    | Amersfoort | Sand          | Igor Sijsling    | František Čermák Rogier Wassen  | 5:7, 5:7         |
| 2.  | 17. Februar 2013 | Rotterdam  | Hartplatz (i) | Thiemo de Bakker | Robert Lindstedt Nenad Zimonjić | 7:5, 3:6, [8:10] |